# Ola Hansson
Ola Hansson (Hönsinge, 12 novembre 1860 – Büyükdere, presso Costantinopoli, 26 settembre 1925) è stato un poeta, scrittore e critico letterario svedese.

## Biografia
Hansson ha pubblicato il suo primo lavoro Dikter ("Poemi") nel 1884 e Notturno nel 1885. In queste opere, l'autore ha fatto una celebrazione delle bellezze naturali e della cultura popolare della sua provincia natale, la Scania, che si trova nella Svezia meridionale. La sua poesia raffinata non si adattava al realismo svedese degli anni 80/90 del diciannovesimo secolo e quindi la sua opera ha ottenuto poca attenzione. Hansson pubblico nel 1887 "Sensitiva Amorosa", una raccolta di racconti erotici e morbosi che sconvolsero la Svezia del suo tempo. La reazione del pubblico è stata dura, e Hansson lasciato il suo paese per la Germania nel 1889. Avrebbe quindi continuare a vivere all'estero per il resto della sua vita, in paesi come la Svizzera e la Turchia (dove morì).

## Opere e idee
Nel periodo successivo al famigerato "Sensitiva Amorosa" (1887) si proclamò un seguace delle idee di Nietzsche, una visione che rese pubblica con il ciclo di poesie Ung Ofegs visor (1892). Qui ha espresso il suo disprezzo della folla generale, e la fede nella Übermensch . Hansson, insieme a Georg Brandes, è stato determinante nel richiamare l'attenzione alle opere di Nietzsche in Germania, e ha anche contribuito a pubblicizzare il lavoro di Strindberg in riviste tedesche nel momento in cui quest'ultimo non è stato apprezzato in Svezia. I due uomini divennero rapidamente i nemici, però, dopo Strindberg trasferì a Berlino nel 1892.
In Germania, ha scritto e pubblicato opere in tedesco, danese e norvegese, ad esempio Fatalistische Geschichten (Germania, 1890) che è stato pubblicato lo stesso anno in danese come Skæbnenoveller. Altre opere in lingua tedesca di questo periodo sono Im Huldrebann (1895), Meervögel (1895), Der Weg zum Leben (1896, anche in svedese, Vägen till lifvet, 1896), e Der Schutzengel (1896).
Per un breve periodo ha manifestato l'adesione al cattolicesimo. Questa peculiarità lo ha ulteriormente alienato dalla contemporanea Svezia. Ha comunque ottenere qualche riconoscimento in Germania grazie a sua moglie lettone-tedesca Laura Marholm (1854-1928, pseudonimo di Laura Mohr), che ha diffuso le opere di Hansson ad un pubblico più vasto.

## Eredità
Fu uno scrittore produttivo e i suoi scritti sono irregolari. Tuttavia, egli è considerato oggi un pioniere nell'ambito della poesia moderna svedese, dato che ha riformulato la poesia della natura, egli è stato talvolta considerato l'unico tra i poeti del fine diciannovesimo secolo, che ha realmente assorbito l'influenza del Simbolismo francese e i sentimenti di "fin-de-siècle".
Nel 1906 Vilhelm Ekelund, un grande poeta della prossima generazione, ha pubblicato una poesia "paeanic", salutando lui come simile di Pindaro, il cantore della sua provincia e di un precursore poetica. Ekelund, come Hansson, era nativo della provincia rurale meridionale di Scania e si sentiva in opposizione alle mode letterarie di Stoccolma: pensava che questi aveva respinto Hansson e spinto in esilio lo stesso.
Da questo punto in poi, la produzione di Hansson ha cominciato ad essere rivalutata, e nei suoi ultimi anni di un (insoddisfacente) edizione delle sue opere raccolte cominciò ad apparire in Svezia. È rimasto, in particolare, un eroe invocato dagli scrittori di Scania.
Nel 1913 ha ricevuto la prima borsa di studio in memoria di Gustaf Fröding, eletto dagli studenti universitari svedesi.
In una breve scena del film Fanny e Alexander di Ingmar Bergman (1982) si osserva la nonna del protagonista che tiene sulle sue ginocchia il libro Sensitiva Amorosa.

## Opere
- Dikter, (poesie) 1884
- Notturno, (poesie) 1885
- Litterära silhuetter, (saggi) 1885
- Sensitiva amorosa, 1887
- Parias, (prosa psicologica) 1890
- Ung Ofegs visor, (racconti influenzati da Nietzsche)1892
- Tolkare och siare, (saggi) 1893
- Fru Ester Bruce, (romanzo) 1900
- Det unga Skandinavien, (saggi) 1891
- Nya visor, (poesie) 1907

## Traduzioni in italiano
- Sensitiva amorosa, trad. it. a cura di Luca Taglianetti, Lindau, Torino 2023 (ISBN 9791255840107)
- I profeti. Saggi su Poe, Nietzsche e Böcklin, a cura di Luca Taglianetti, InSchibboleth, Roma 2025, ISBN 978-88-5529-524-6.